# Exemplarität
Exemplarität oder Exemplarisches Lernen ist ein maßgeblich von Martin Wagenschein entwickeltes Prinzip der Didaktik, das die Notwendigkeit zur didaktischen Reduktion zu seinem Kernbestandteil macht. Anwendung findet es in der Didaktik der geisteswissenschaftlichen, naturwissenschaftlichen und gesellschaftswissenschaftlichen Fächer.
Ziel des Prinzips ist es, den Schülern Fähigkeiten zur Induktion (Abstrahierung), Deduktion (Konkretisierung) und Analogiebildung zu vermitteln, mit deren Hilfe sie sich einen Sachverhalt besser erschließen können.
Als bevorzugte Methode gilt die Fallanalyse. Durchgehendes Prinzip ist aber nicht „Mut zur Lücke“, wie exemplarisches Lernen oft verstanden wird. Es geht nicht zuallererst um die quantitative Verringerung des Unterrichtsstoffes, sondern um die Steigerung der Verständnisintensivität der Schüler. Daher ist der „Mut zur Lücke“ nur mit dem gleichzeitigen „Mut zur Gründlichkeit, Mut zum Ursprünglichen“ zulässig.
Die Lernenden sollen im ersten Schritt an einem Fallbeispiel etwas „Fundamentales“ erfassen und begreifen. Mittels Transfer bzw. Analogien, Deduktion oder Induktion sollen sodann Gleichheiten, Unterschiede und Besonderheiten sowie das Allgemeine erkannt werden. Die Anwendung des didaktischen Prinzips der Exemplarität bedeutet niemals Unterrichtszeiteinsparung. Um das „Fundamentale“ zu erfassen, braucht es im Gegenteil sogar viel Zeit. Kurt Gerhard Fischer verdeutlicht all dies mit den Worten: „Verba docent, exempla trahunt“ – Worte belehren, Beispiele reißen mit.
So kann mit Hilfe der Exemplarität „träger“ Unterrichtsstoff begreifbar untermauert werden, weil es hierbei immer um Real- und Alltagsbeispiele geht.